# Форт-12Р
Форт-12Р — самозарядний травматичний пістолет під патрон 9 мм Р.А., розроблений на базі бойового аналога Форт-12. Пістолет Форт-12Р з 1999 року випускає КП «НВО «Форт» МВС України» (м. Вінниця).

## Опис
Травматичний пістолет Форт-12Р повністю (за винятком накладок на рукоятку) зроблений з високоякісної сталі, що забезпечує йому великий запас міцності. За заявою виробника, пістолет розрахований на 50 тисяч пострілів.
Базова модель пістолета Форт-12Р замість воронування або оксидування металевої поверхні, що додає чорний колір металу, має фосфатне покриття матово-сірого кольору.
Травматичний пістолет Форт-12Р оснащений самозводним УСМ куркового типу подвійної дії SA/DA. Конструкція передбачає затворну затримку, яка утримує затвор після пострілу останнього патрона в крайньому задньому положенні. Затвор вільний. Ствол не має зчеплення із затвором, замикання каналу ствола досягається масою затвора і силою зворотної пружини.

## Модифікації
- Форт-12Р[3] - перша модель
- Форт-12Т[3] - друга модель, призначена для експорту. Пристосований для стрільби патронами 9 мм Р. А. Виробництво припинено.
- Форт-12РМ[3] - третя модель 2010 року. Пристосований для стрільби патронами .45 Rubber. Виробництво припинено.